# Suore di Nostra Signora di Fátima
Le Suore di Nostra Signora di Fátima (in inglese Sisters of Our Lady of Fatima; sigla F.S.) sono un istituto religioso femminile di diritto pontificio.

## Storia
La congregazione, detta in origine delle missionarie di San Francesco Saverio, fu fondata il 29 giugno 1892 a Bellary dal sacerdote Francis Xavier Kroot, della Società missionaria di San Giuseppe di Mill Hill.
La formazione delle prime aspiranti indiane fu affidata alle suore del Buon Pastore di Bellary e la prima professione dei voti ebbe luogo l'8 settembre 1895. Joseph Colgan, arcivescovo di Madras, eresse la comunità in congregazione religiosa il 29 giugno 1896.
Il 25 marzo 1951 l'istituto ottenne dal vescovo del luogo, Andrew Alexis D'Souza, l'autorizzazione a trasferire casa-madre e noviziato da Bellary a Poona: in quella occasione le religiose presero il nome di suore di Nostra Signora di Fátima.

## Attività e diffusione
Le suore si dedicano all'educazione di bambini e adulti, alla visita ai malati e a opere missionarie e sociali.
Oltre che in India, sono presenti in Germania; la sede generalizia è a Pune.
Alla fine del 2015 l'istituto contava 462 religiose in 83 case.